# Puente Pexoa (canción)
«Puente Pexoa» es un rasguido doble compuesto en 1953 por Mario del Tránsito Cocomarola sobre textos de Armando Nelli, aunque ambos participaron conjuntamente en la elaboración definitiva de la obra. Está reconocida como una de las canciones más populares del folclore del litoral argentino, particularmente de la provincia de Corrientes.

## Letra
La letra, muy romántica, refiere a un encuentro amoroso en el Puente Pexoa, sitio histórico y recreativo cercano a la ciudad de Corrientes. El poema había sido compuesto por Armando Nelli con bastante anterioridad, y junto con Cocomarola se compuso la música y se adaptó también la letra.

¡Te acordás mi chinita, 
 el puente Pexoa, donde te besé...!
Que extasiada en mis labios 
 tu me repetías «no te olvidaré».
Fragmento de la primera estrofa de Puente Pexoa 

## Difusión
La canción se hizo popular en la ciudad de Corrientes y alrededores, pero pasaron varios años antes de su difusión masiva. Según cuenta la anécdota, en una actuación del conjunto Los Trovadores del Norte por radio Belgrano, una oyente del público les tarareó un fragmento de Puente Pexoa, y los intérpretes quedaron interesados, de forma que al tiempo incorporaron la pieza a su repertorio, que tuvo extraordinaria repercusión y aparte de su difusión nacional e internacional impulsó el éxito del grupo musical. En Chile al igual que Argentina logró el número 1 en los rankings de 1963 en la versión de Ginette Acevedo.

## Versiones
Ha sido interpretada entre otros por 
Abelito Larrosa Cuevas, Alberto Castelar, Ariel Ramírez, Cantoral, Ginette Acevedo, Horacio Guarany, Hugo Díaz, Julio Molina Cabral, Los Cantores de Quilla Huasi 1a versión, Los Cantores de Quilla Huasi 2a versión, Los Trovadores del Norte, Los Tucu Tucu, Nostalgia Guaraní, Ramona Galarza, Raul Barboza, Tarragó Ros, Teresa Parodi y Ramona Galarza, Tránsito Cocomarola